# Петричко Михайло Петрович/Temp
Петричко Михайло Петрович (06.11.1924-20.07.2011) - ветеран національно-визвольних змагань, учасник Карпатської Січі,  політв’язень сталінських та фашистських тюрем, кавалера ордена «За заслуги» ІІІ ст. 

## Біографія
Михайло Петричко народився в смт Чинадієві, Мукачівського району Закарпатської області .
В 16 років Михайло  вступив до лав ОУН.(Організація українських націоналістів) .
Разом з десятками членів ОУН  у 1942 році після жорстоких допитів був арештований та ув’язнений в тюрмі “Ковнер-Каштелі” у Мукачеві, за антидержавний заколот проти хортистської Угорщини.
1958 році Михайлу вдається вступити на заочне відділення Львівського лісотехнічного інституту, де здобув освіту інженера. Працював на деревообробному комбінаті в Чинадієві.
У 2009 році за  громадську позицію та особистий внесок у розбудову незалежної України,  Михайла  Петричка вшановано орденом “За заслуги” ІІІ ступеня. Цю державну нагороду йому вручив особисто Президент України під час заходів із відзначення 70-ої річниці проголошення Карпатської України. https://zakarpattya.net.ua/News/98486-Pam%E2%80%99iati-sichovyka
До кінця життя залишався оптимістом, вів здоровий спосіб життя, та вірив у свої ідеали. 
Помер Михайло Петричко 20 липня 2011 року. Похований у селі Чинадієво. 